# Рог (грађевинарство)
Рог је део конструкције крова на који се ослањају кровне летве или даске (ако је кров подашчан), а који онда ту тежину, заједно са својом сопственом, преноси на ниже делове конструкције.
Рогови су увек коси, а могу бити са препустом (који носи стреху) или без њега; на зид се ослањају обично преко греде венчанице, а у слемену један на други или на греду слемењачу. Између два крајња ослонца могу се ослонити на греду рожњачу, или се разупрети са рогом парњаком помоћу распињаче. Рогови су најчешће правоугаоног пресека, мада могу бити и од облица. Обично су дрвени, мада могу бити и од метала.